# Élisabeth Njapdounke
 Njapdounke, de son nom de naissance Njapdounke Manouere, est une reine-mère, régente et haute dignitaire de la dynastie royale des Bamouns dans le grassfields du Cameroun. Elle est la mère de Ibrahim Njoya.

## Biographie

### Origines et parcours personnel
```
Njapdounke est originaire de Mbantou
[
1
]
. Elle est la fille de Nji Monkouop et la petite fille du roi Bamoun Ngouloure.
```

Elle se fait remarquer par les serviteurs de Nsangou, roi des Bamouns (1863- 1889), lorsqu'elle fait ses courses au marché de Foumban.
Présentée au roi, elle devient une de ses nombreuses épouses. Ibrahim Njoya, son fils unique, est le futur roi parmi 90 enfants. La fille qu'elle a eu avant mariage, nommée Kaghere, sera reconnue et anoblie par son demi frère Ibrahim Njoya,.

### Parcours à la chefferie

#### Régente de 1889 à 1892
À l'âge de quatre ans, le prince Njoya perd son père - le roi Nsangou - lorsque celui ci part en guerre contre les Banso. Njapdounke s’autoproclame régente du royaume Bamoun en attendant que son fils désigné successeur, prenne le trône des Bamouns et soit capable de diriger.
La reine-mère  Njapdounke rapproche une partie de sa famille des zones stratégiques du royaume. Son frère Nji Monkouop s'installe sur le plateau de Nkoundounka.
Assistée par Ngetkom Ndomboue, le tuteur du jeune Njoya, celui-ci est co-régent mais manœuvre pour écarter l'enfant de la succession.

#### Reine mère
Lorsqu'elle cède le trône à son fils, le jeune monarque fait rapidement face à l’opposition de certains notables acquis à Ngetkom Ndomboue.
Njoya chasse son tuteur du palais. Celui ci entre en rébellion contre lui; monte une armée pour assiéger le royaume. Njapdounke encourage son fils à solliciter l’aide des guerriers peuls du lamido de Banyo. Le sultan Njoya envoie Peka et Fouangouondam vers Oumarou, le Lamido de Banyo, pour demander son aide militaire. Il sollicite aussi la chefferie de Bafoussam d'où une aide lui est aussi envoyée. Oumarou de Banyo conduit lui même sa cavalerie à Foumban. Ce renfort sauve le royaume de Njoya qui met en place un partenariat entre le royaume Bamoun et le lamidat de Banyo.
Le royaume s'islamise et le roi se convertit, même si Njapdounke se convertit au christianisme avec l’arrivée des missionnaires anglais à Foumban. Elle se fait baptiser et porte le prénom d’Élisabeth.
Elle est intervenue pour interdire au pasteur anglais de punir les enfants du roi qui fréquentent son école.